# 腊子口镇
腊子口镇，是中华人民共和国甘肃省甘南藏族自治州迭部县下辖的一个乡镇级行政单位。
2017年3月15日，甘肃省民政厅批复同意撤销腊子口乡，设立腊子口镇。

## 行政区划
腊子口镇下辖以下地区：
腊子村、久立才村和黑多村。